# Menispermaceae
Menispermaceae (Juss., 1789) è una famiglia di piante appartenente all'ordine Ranunculales, per la prima volta descritte dal botanico francese Antoine-Laurent de Jussieu nella sua opera Genera Plantarum. In questa famiglia, la quarta per dimensioni all'interno di quest'ordine, sono incluse oltre 400 specie, ripartite tra 75 generi.
La maggior parte dei generi qui inclusi ha una distribuzione tipicamente tropicale, ma vi sono alcune eccezioni come Cocculus e Menispermum, presenti anche in aree subtropicali o temperate.

## Tassonomia
All'interno della famiglia Menispermaceae sono inclusi i seguenti 75 generi, ripartiti tra le due sottofamiglie di Chasmantheroideae e Menispermoideae:
Sottofamiglia Chasmantheroideae Luersson
Tribù Burasaieae Endlicher
- Aspidocarya Hook.f. & Thomson
- Borismene Barneby
- Burasaia Thouars
- Calycocarpum Nutt. ex Spach
- Chasmanthera Hochst.
- Chlaenandra Miq.
- Dialytheca Exell & Mendonça
- Dioscoreophyllum Engl.
- Diploclisia Miers
- Disciphania Eichler
- Fibraurea Lour.
- Hyalosepalum Troupin
- Jateorhiza Miers
- Kolobopetalum Engl.
- Leptoterantha Louis ex Troupin
- Odontocarya Miers
- Orthogynium Baill.
- Parabaena Miers
- Penianthus Miers
- Platytinospora (Engl.) Diels
- Rhigiocarya Miers
- Sarcolophium Troupin
- Sphenocentrum Pierre
- Syntriandrium Engl.
- Tinomiscium Miers
- Tinospora Miers

Tribù Coscinieae J. D. Hooker & Thompson
- Anamirta Colebr.
- Arcangelisia Becc.
- Coscinium Colebr.

Sottofamiglia Menispermoideae Arnott
Tribù Anomospermeae Miers
- Abuta Aubl.
- Anomospermum Miers
- Caryomene Barneby & Krukoff
- Echinostephia (Diels) Domin
- Elephantomene Barneby & Krukoff
- Elissarrhena Miers
- Hypserpa Miers
- Legnephora Miers
- Parapachygone Forman
- Pericampylus Miers
- Rupertiella Wei Wang & R.Ortiz
- Sarcopetalum F.Muell.
- Telitoxicum Moldenke

Tribù Cissampelidae J. D. Hooker & Thompson
- Antizoma Miers
- Cissampelos L.
- Cyclea Arn. ex Wight
- Perichasma Miers
- Stephania Lour.

Tribù Limacieae Prantl
- Limacia Lour.

Tribù Menispermeae DC.
- Menispermum Tourn. ex L.
- Sinomenium Diels

Tribù Pachygoneae Miers
- Cocculus DC.
- Haematocarpus Miers
- Hyperbaena Miers ex Benth.
- Pachygone Miers

Tribù Spirospermeae R. Ortiz & W. Wang
- Limaciopsis Engl.
- Rhaptonema Miers
- Spirospermum Thouars
- Strychnopsis Baill.

Tribù Tiliacoreae Miers
- Albertisia Becc.
- Anisocycla Baill.
- Beirnaertia Louis ex Troupin
- Carronia F.Muell.
- Chondrodendron Ruiz & Pav.
- Curarea Barneby & Krukoff
- Eleutharrhena Formánek
- Macrococculus Becc.
- Orthomene Barneby & Krukoff
- Pleogyne Miers
- Pycnarrhena Miers ex Hook.f. & Thomson
- Sciadotenia Miers
- Synclisia Benth.
- Syrrheonema Miers
- Tiliacora Colebr.
- Triclisia Benth.
- Ungulipetalum Moldenke